# Paphiopedilum barbatum
Paphiopedilum barbatum är en orkidéart som först beskrevs av John Lindley och fick sitt nu gällande namn av Ernst Hugo Heinrich Pfitzer. Paphiopedilum barbatum ingår i släktet Paphiopedilum och familjen orkidéer. Inga underarter finns listade i Catalogue of Life.

## Bildgalleri

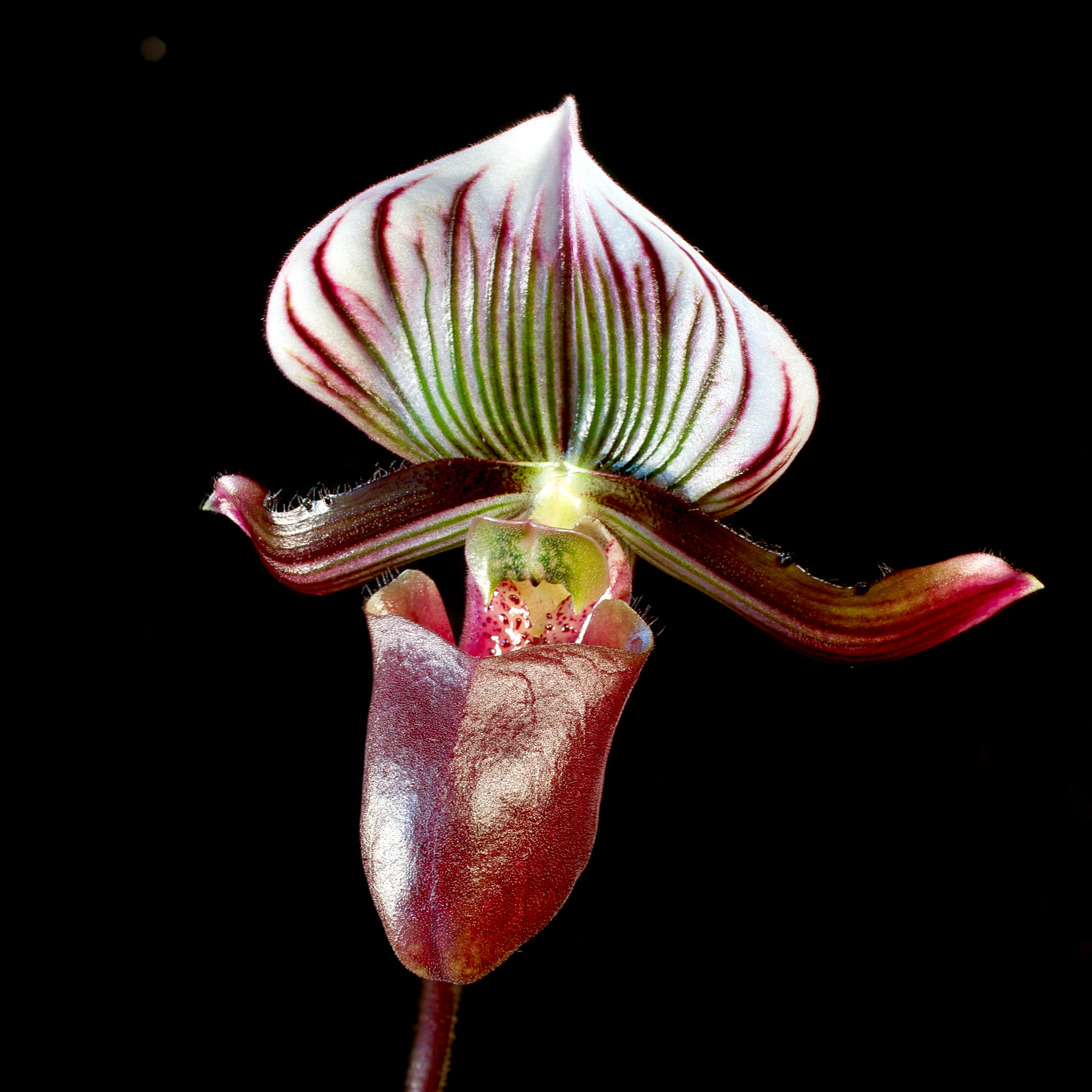
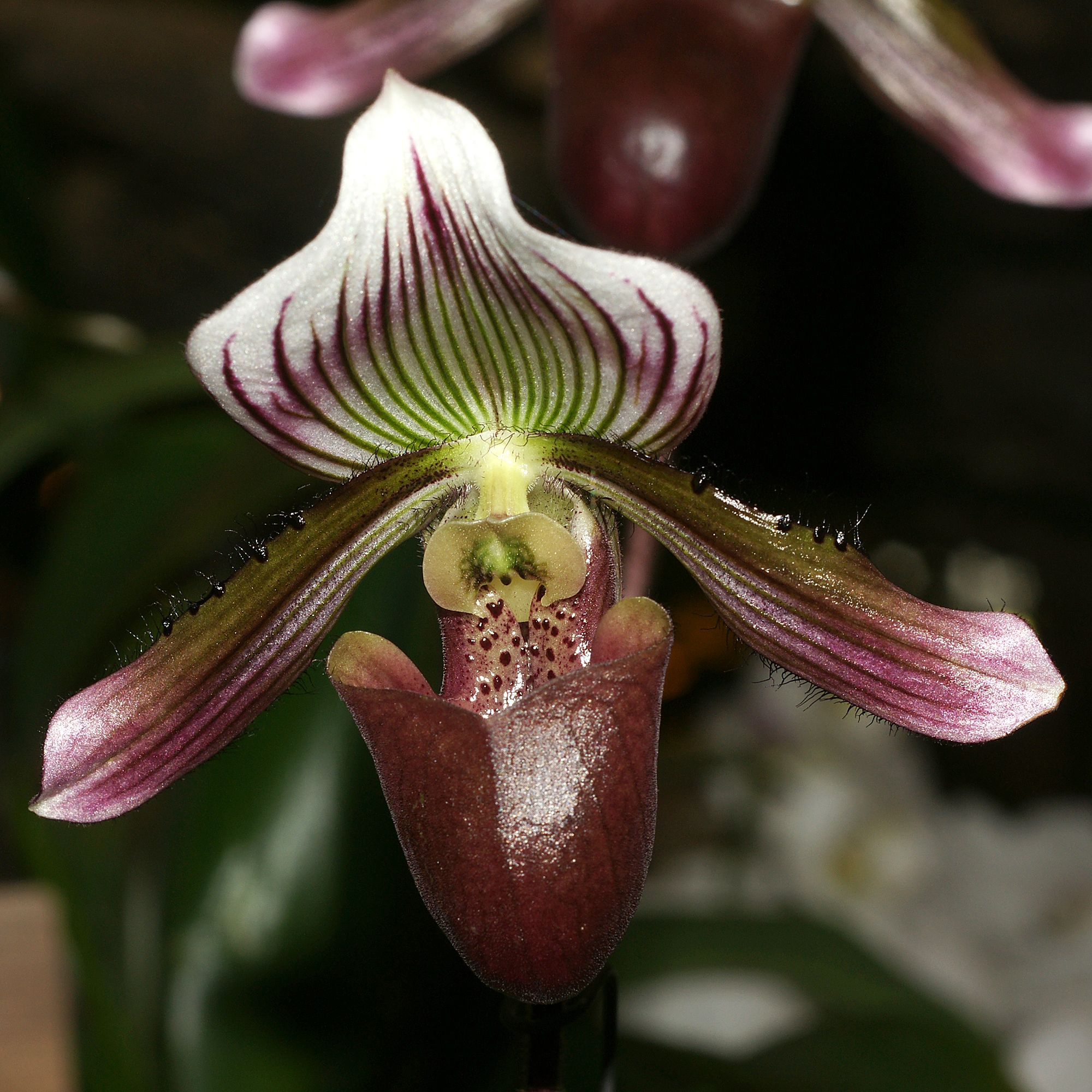
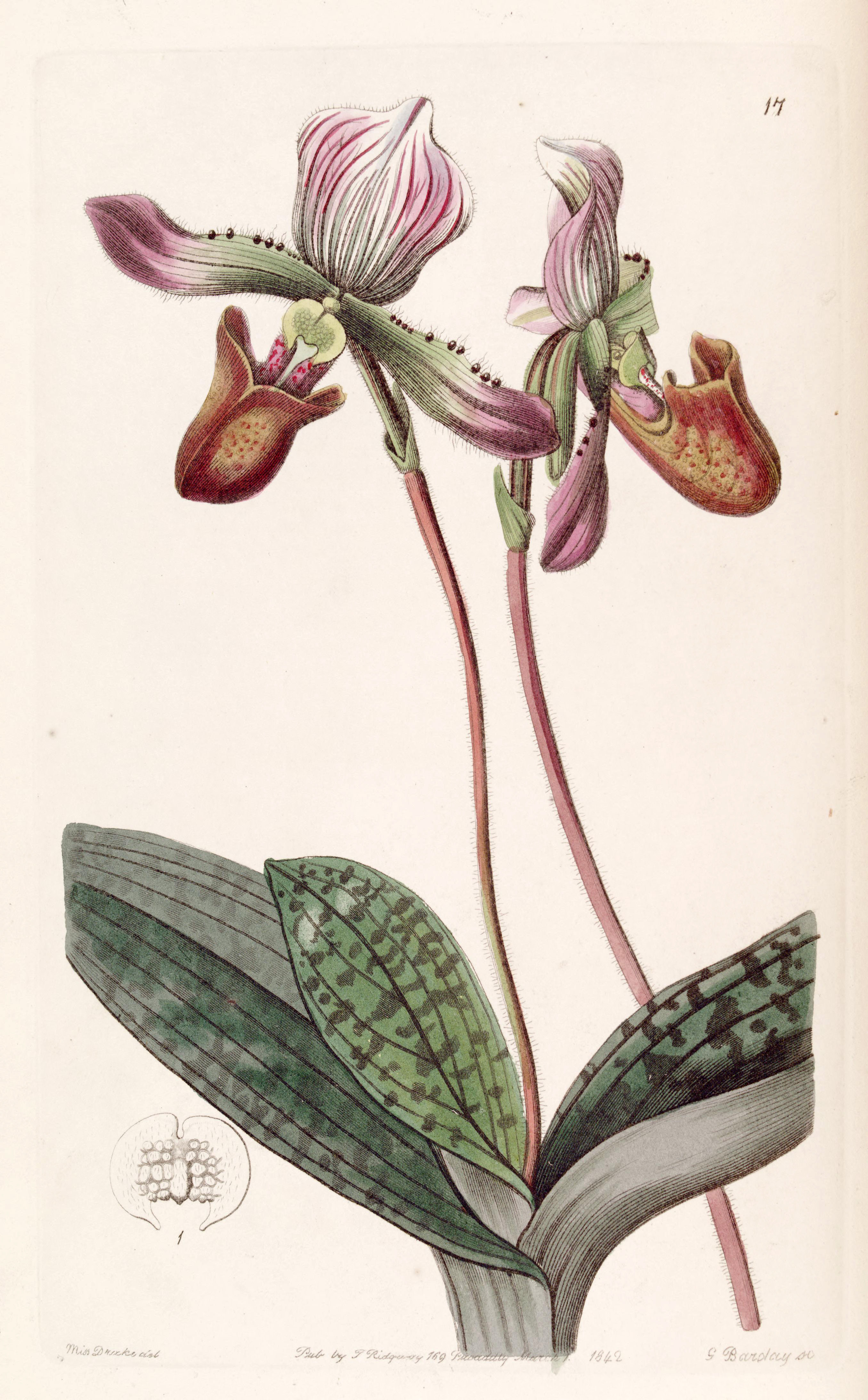